# Brachaspis
Brachaspis is een geslacht van rechtvleugeligen uit de familie veldsprinkhanen (Acrididae). De wetenschappelijke naam van dit geslacht is voor het eerst geldig gepubliceerd in 1898 door Hutton.

## Soorten
Het geslacht Brachaspis omvat de volgende soorten:
- Brachaspis collinus Hutton, 1898
- Brachaspis nivalis Hutton, 1898
- Brachaspis robustus Bigelow, 1967